# منارة بانمارش
منارة بانمارش هي منارة تقع في بلدة بانمارش،فنستير،بروتاني،فرنسا.يبلغ ارتفاع المنارة 65 متراً وهي بذلك واحدة من أطول المنارات في العالم.